# Martina Giese
Martina Giese (* 1969) ist eine deutsche Historikerin. Sie lehrte von 2015 bis 2019 als Professorin für die Geschichte des Mittelalters an der Universität Potsdam. Seit 2019 hat sie eine Professur für Mittelalterliche Geschichte und Historische Grundwissenschaften an der Universität Würzburg inne. Giese legte 2004 eine Neuedition der Quedlinburger Annalen vor. Sie leistete mit ihrer 2006 veröffentlichten Untersuchung über die Handschriften entscheidende Vorarbeiten für eine Neuedition der Lebensgeschichte Bernwards von Hildesheim.

## Leben und Wirken
Martina Giese studierte an den Universitäten Essen, Köln, Bonn und München die Fächer Biologie, Geschichte, Historische Hilfswissenschaften und Mittellateinische Philologie. Von 1991 bis 1995 war sie Stipendiatin der Konrad-Adenauer-Stiftung. Von März 1996 bis 2000 war sie wissenschaftliche Mitarbeiterin der Monumenta Germaniae Historica in München. Die von Rudolf Schieffer betreute Edition der Quedlinburger Annalen wurde im Sommersemester 1999 von der Fakultät für Geschichts- und Kunstwissenschaften der Ludwig-Maximilians-Universität München als Dissertation angenommen und damit die Promotion abgeschlossen. Von September 2008 bis März 2020 war Giese Fachredakteurin des online-Rezensionsjournals Sehepunkte. Im Kollegjahr 2008/2009 war sie als Förderstipendiatin am Historischen Kolleg München und arbeitete zum Forschungsvorhaben „Der König als Jäger im früh- und hochmittelalterlichen Europa“.
Von Oktober 2009 bis Juni 2010 war sie wissenschaftliche Mitarbeiterin bei der Kommission für das Repertorium „Geschichtsquellen des deutschen Mittelalters“. Von 2010/11 bis 2012 war sie wissenschaftliche Mitarbeiterin an der Universität Düsseldorf. Giese wurde im Wintersemester 2011/12 an der LMU München mit der Venia legendi für Mittelalterliche Geschichte und Historische Hilfswissenschaften über das Thema der König als Jäger im früh- und hochmittelalterlichen Europa habilitiert.
Im Wintersemester 2012/13 war sie Gastprofessorin an der Universität Tübingen. Im Wintersemester 2013/14 war sie in Tübingen Lehrstuhlvertreterin für Steffen Patzold. Im Wintersemester 2014/15 war sie Vertretungsprofessorin an der Universität Düsseldorf und im Sommersemester 2015 hatte sie eine Professurvertretung an der Universität Potsdam. Giese lehrte ab 2015 in der Nachfolge von Heinz-Dieter Heimann als Professorin für die Geschichte des Mittelalters an der Universität Potsdam. Im Dezember 2016 hat sie einen Ruf auf die W3-Professur für Mittelalterliche Geschichte an der Ernst-Moritz-Arndt-Universität Greifswald erhalten und abgelehnt. Einen im November 2018 erhaltenen Ruf auf die W3-Professur für Mittelalterliche Geschichte und Historische Hilfswissenschaften an der Universität Würzburg hat sie im März 2019 angenommen. Dort lehrt sie seit dem 1. April 2019. Sie ist seit 2018 Mitglied des Konstanzer Arbeitskreises für mittelalterliche Geschichte. Im Jahr 2023 wurde Giese zum ordentlichen Mitglied der Bayerischen Akademie der Wissenschaften gewählt.
Ihre Forschungsschwerpunkte sind Bildungs-, Wissenschafts- und Kulturgeschichte, Historiographie und Hagiographie, Politische und Kirchengeschichte, niedersächsische Landesgeschichte, Quellen- und Überlieferungskunde sowie Editionstechnik. In ihrer Dissertation zur Neuedition der Quedlinburger Annalen stellte sie eine ausführliche Einleitung (S. 41–380 mit 1231 Anmerkungen) voran, die sich eingehend mit der Forschungsgeschichte befasst und den Text erschließt. Giese kam dabei zum Fazit, dass die Quedlinburger Annalen zweifelsfrei in Quedlinburg verfasst wurden. Als Beginn des Schreibens macht sie das Jahr 1008 aus. Die Annalen wurden in mehreren Phasen bis 1030 fortgeführt. Giese geht dabei mit hoher Wahrscheinlichkeit von einer Verfasserin aus. Sie begründet dies mit dem Entstehungsfeld des Servatiusstiftes als „Bildungszentrum von nachweislich hohem Rang“, wo das „soziale wie das kulturell-geistige Milieu [...] ein weibliches [war], weshalb (bei grundsätzlich gleicher Befähigung zu intellektuellen Leistungen) eher mit einer Chronistin zu rechnen ist“. Sie folgt damit einer von Käthe Sonnleitner bereits 1988 formulierten These von der Autorschaft einer Frau. Giese arbeitete auch die Rezeption der Quedlinburger Annalen in mittelalterlichen und neuzeitlichen Texten auf. Mit ihrer Neuedition der Quedlinburger Annalen schloss Giese eine jahrzehntelange bestehende Forschungslücke. Bereits Robert Holtzmann hatte vor achtzig Jahren eine Neuedition der Quedlinburger Annalen gefordert.
Giese befasste sich mit den Textfassungen der Lebensbeschreibung Bischof Bernwards von Hildesheim. In ihrer 2006 veröffentlichten Untersuchung beschreibt sie die Entstehung des Werkes und seine verschiedenen Textfassungen. Giese widmet sich der Textgeschichte durch eine systematische Analyse der Überlieferung vom 11. bis zum 17. Jahrhundert. Sie konnte dabei insgesamt (mindestens) 11 verschiedene Redaktionen, die in 28 Handschriften überliefert sind, ausmachen. Der zeitliche Schwerpunkt der Überlieferung mit mindestens 17 Textzeugen liegt im 15. Jahrhundert. Nach Giese wird man „angesichts von mindestens elf Redaktionen künftig nicht mehr pauschal von der Vita Bernwardi sprechen dürfen, sondern stets präzisieren müssen, auf welche Textfassung man sich bezieht“. Giese leistet durch ihre Untersuchung der verschiedenen Textfassungen wichtige Vorarbeiten für eine zukünftige Edition. Die bisherige Ausgabe der Vita Bernwardi durch Georg Heinrich Pertz von 1841 ist nach heutigem Kenntnisstand unzureichend. Giese arbeitet an einer Edition der Chronik des Dietrich Engelhues.

## Schriften (Auswahl)
- Die Textfassungen der Lebensbeschreibung Bischof Bernwards von Hildesheim (= Monumenta Germaniae Historica. Studien und Texte. Bd. 40). Hahn, Hannover 2006, ISBN 978-3-7752-5700-8.
- Die Annales Quedlinburgenses (= Monumenta Germaniae Historica, Scriptores rerum germanicarum in usum  scholarum separatim editi. Bd. 72). Hahn, Hannover 2004, ISBN 3-7752-5472-2 (Zugleich: München, Universität, Dissertation, 1999) (Digitalisat).